# Marie France
Marie-France Garcia (Orán, Argelia francesa, 9 de febrero de 1946), conocida artísticamente como Marie France, es una cantante y actriz francesa. Es un ícono pop parisino transgénero de la década de 1970.

## Biografía
Marie-France fue contratada en 1969 por el bar cabaret Alcazar en el Barrio Latino de París, donde ganó reconocimiento al interpretar a Marilyn Monroe. Permaneció como una de las celebridades de ese music-hall hasta 1987. Se convirtió en miembro del Front homosexuel d'action révolutionnaire (FHAR, 'Frente Homosexual de Acción Revolucionaria'), junto a Guy Hocquenghem. Como miembro del FHAR, fue entrevistada en la revista Recherches (número especial «Trois milliards de pervers» (3 mil millones de pervertidos), 1973). Fue miembro de un pequeño grupo, las Gazolines, junto a Hélène Hazera. Ambas actuaron en Les Intrigues de Sylvia Couski de Adolfo Arrieta (1974).
A menudo se referían a Marie-France como transexual, una palabra que ella no apreciaba y que algunos presentadores de televisión cuestionaban automáticamente. «Cuando uno ha pasado al otro lado, ¿por qué siguen manteniendo este título?» lamenta.
Apareció como cantante en Barocco de André Téchiné en 1976, donde interpretó «On se voit se voir», una canción escrita por Philippe Sarde. Continuó su carrera como actriz de teatro, notablemente en Le Navire Night de Marguerite Duras en 1979. Grabó el álbum 39 de Fièvre (39 °C de Fiebre) en 1980, interpretando varias versiones de pop de los años 60 (Gillian Hils, Johnny Hallyday, Sylvie Vartan, Rocky Volcano). Apareció en la película Les Innocents, dirigida por Téchiné en 1987. En 1993, grabó una canción de Édith Piaf con Marc Almond. Daniel Darc y Mirwais colaboraron con ella en 1997 en su álbum homónimo. Luego, Dave la invitó a su álbum Doux tam tam en 2003. Frédéric Botton escribió varias canciones para ella en 2005. A finales de 2006, Léonard Lasry y Marie France cantaron un dúo titulado «Du désir au bout des doigts». Esta canción aparece en el primer álbum de Léonard Lasry, Des Illusions.
Marie France también publicó un dúo con Hélèna Noguerra en su último álbum, lanzado en octubre de 2007. En 2008, Marie France grabó un álbum de garage rock'n'roll completamente escrito por Jacques Duvall y compuesto por Miam Monster Miam. El álbum se titula Phantom feat. Marie France.

## Filmografía
- 1963: El Secreto de Tomy
- 1969: Los Caminos de Katmandú por André Cayatte
- 1972: Las Intrigas de Silvia Couski por Adolfo Arrieta (como Carmen)
- 1973: Voy a Caminar Como un Caballo Loco por Fernando Arrabal[7]
- 1974: El Jardín de las Hespérides por Jacques Robiolles
- 1974: El Sujeto o el Secretario de los Mil y Un Cajones por Joaquin Noessi y Joaquin Lledo
- 1975: Spermula por Charles Matton (como Rita)
- 1976: Barocco por André Téchiné (como La Cantante)[8]
- 1985: Billy Ze Kick por Gérard Mordillat
- 1985: Círculos de Amor (La Ronde de l'Amour) (como Suzy)[9]
- 1987: Cinématon n°949 por Gérard Courant
- 1987: Los Inocentes por André Téchiné (como La Cantante)
- 1987: Los Keufs por Josiane Balasko (como La Entrenadora)
- 1991: La Chica por Hervé Palud
- 1994: Una Experiencia de Hipnosis Televisiva (cortometraje) por Gaspar Noé
- 1998: Bella Mamá por Gabriel Aghion (como Marie-Claude, conocida como la Pute, 'la prostituta')[10]
- 2003: Alain Pacadis, un héroe «in» (documental de medio metraje) por Grégory Hervelin y Vladimir Tybin (como ella misma)
- 2003: El Fantasma de Henri Langlois (documental) por Jacques Richard (como ella misma)[11]
- 2010: La Huérfana con un Brazo Menos por Jacques Richard
- 2011: Chéries-Chéris por Antony Hickling (cortometraje): como ella misma con Christine Mingo[12]